# Arabis tanakana
Arabis tanakana är en korsblommig växtart som beskrevs av Tomitaro Makino. Arabis tanakana ingår i släktet travar, och familjen korsblommiga växter. Inga underarter finns listade i Catalogue of Life.